# هانس یورگ لایتزکه
هانس یورگ لایتزکه (انگلیسی: Hans-Jörg Leitzke؛ زادهٔ ۲۷ دسامبر ۱۹۶۰) بازیکن فوتبال اهل آلمان است.
از باشگاه‌هایی که در آن بازی کرده‌است می‌توان به باشگاه فوتبال زاکسن لایپزیگ و باشگاه فوتبال لوکوموتیو لایپزیگ اشاره کرد.